# Aristolochia cortinata
Aristolochia cortinata är en piprankeväxtart som beskrevs av Franz Reinecke. Aristolochia cortinata ingår i släktet piprankor, och familjen piprankeväxter. Inga underarter finns listade i Catalogue of Life.